# Tre colori - Film blu
Tre colori - Film blu (Trois couleurs : Bleu) è un film del 1993 diretto da Krzysztof Kieślowski; il primo della trilogia che il regista polacco ha dedicato ai tre colori della bandiera francese e, di conseguenza, al motto della rivoluzione francese, "Liberté, Égalité, Fraternité".

## Trama
Parigi. Julie, moglie del celebre compositore Patrice de Courcy, è l'unica sopravvissuta all'incidente d'auto che ha visto coinvolti anche il marito e la figlia di sette anni. Mentre è ancora ricoverata in ospedale, il suo primo pensiero è di farla finita, ingoiando una intera manciata di pillole rubate dalla farmacia del reparto: non porta a compimento i suoi propositi, ma da quel momento in poi i suoi sforzi sono tutti rivolti a compiere una sorta di suicidio mentale, dissociarsi da tutte le memorie del passato e far tabula rasa di tutti i ricordi. Si spinge fino a distruggere il manoscritto dell'ultimo lavoro del marito, una composizione scritta per la celebrazione dell'Unione europea. Malgrado il suo desiderio di affondare nel nulla, il semplice fatto di esistere la costringe a confrontarsi con il suo passato e con la vita che, intorno a lei, continua. Lungo la strada si occupa di Lucille, una spogliarellista che vive al piano di sotto. Alla fine collabora con Olivier, l'ultimo collaboratore del marito, di cui finirà per accettare l'amore, e offre la casa all'amante del marito, che ne porta in grembo il figlio.

## Influenza culturale
Il finale del film è stato omaggiato da Richard Kelly in una delle scene conclusive di Donnie Darko.

## Riconoscimenti
- 1993 – Mostra del cinema di Venezia
  - Leone d'oro a Krzysztof Kieślowski
  - Migliore interpretazione femminile a Juliette Binoche
- 1994 – Premio César
  - Migliore attrice protagonista a Juliette Binoche
  - Miglior montaggio a Jacques Witta
  - Miglior sonoro a Jean-Claude Laureux e William Flageollet
  - Nomination Miglior film
  - Nomination Miglior regista a Krzysztof Kieślowski
  - Nomination Migliore promessa femminile a Florence Pernel
  - Nomination Migliore sceneggiatura originale o il miglior adattamento a Krzysztof Kieślowski e Krzysztof Piesiewicz
  - Nomination Migliore fotografia a Sławomir Idziak
  - Nomination Miglior musica a Zbigniew Preisner
- 1994 – Golden Globe
  - Nomination Migliore attrice in un film drammatico a Juliette Binoche
  - Nomination Migliore colonna sonora originale a Zbigniew Preisner
  - Nomination Miglior film straniero (Polonia)
- 1994 – European Film Award
  - Nomination Miglior film a Krzysztof Kieślowski
- 1994 – Premio Goya
  - Miglior film europeo a Krzysztof Kieślowski
- 1994 – Chicago International Film Festival
  - Premio Speciale della Giuria a Krzysztof Kieślowski